# 후안 카를로스 파레데스
후안 카를로스 파레데스 레아스코(Juan Carlos Paredes Reasco, 1987년 7월 8일, 에스메랄다스 ~)는 에콰도르의 축구 선수로, 현재 세리에 A의 쿰바야 FC에서 라이트 백으로 활약하고 있다.
2010년부터 에콰도르 국가대표 주축이었던 그는 40번 이상의 국제 경기에 출전하였고, 2014년 FIFA 월드컵에서 자국을 대표로 출전하였다.

## 클럽 경력
파레데스는 재능있는 선수로 우라칸에서 데뷔하였다. 그는 이듬해 과야킬 연고의 바르셀로나 스포르팅과 계약하였다.
그 후, 그는 데포르티보 쿠엥카로 이적했다가 에콰도르 3부 리그에 속한 로카푸에르테로 임대되기도 하였다. 그는 2008-09 시즌, 팀이 2부 리그로 승격하도록 도움을 주었다.

### 데포르티보 쿠엥카
그는 원 소속팀으로 복귀하여 데포르티보 쿠엥카의 코파 리베르타도레스 시즌에 신입생으로 선발 출전하였다. 그는 세리에 A 클럽들과 링크되기도 하였다. 2010년, 그는 데포르티보 키토로 이적하였다.

### 데포르티보 키토
데포르티보 키토는 파레데스의 이적료를 지불하였고, 그는 이곳에서 몇 차례의 코파 리베르타도레스 경기 출전하였으며, 팀은 홈과 원정 결승전에서 에멜레크를 따돌리고 2011년 에콰도르 세리에 A 우승을 거두었다.

### 바르셀로나 스포르팅
스피드와 능력으로 인상을 준 파레데스는 과야킬 연고의 2013 시즌을 앞두고 바르셀로나 스포르팅 계약서에 서명하였다. 전 소속팀에서 윙어로 활약했던 그는 바르셀로나 스포르팅에서 라이트 백으로 기용되었고, 이는 에콰도르 국가대표팀에서 여러 차례 선발 라이트백이 되는데에 경험을 주었다.

### 그라나다 / 왓퍼드
2014년 7월 16일, 왓퍼드는 같은 구단주가 운영하는 라 리가 클럽 그라나다로부터의 파레데스 영입을 발표하였다. 파레데스는 앞서 여름에 그라나다로 이적하였으나, 이번 이적은 챔피언십 클럽에 도움을 주기 위한 의도로 설명되었다. 노동 허가증과 국제 허가증을 확보하기 위해, 그는 풋볼 리그 챔피언십의 왓퍼드와 5년 계약을 체결하였다.

## 국가대표팀 경력
2010년 9월 10일, 파레데스는 2-1로 이긴 멕시코 원정 경기에서 에콰도르 국가대표팀 일원으로의 첫 경기를 치르었고, 이는 전 소속팀 데포르티보 쿠엥카 서포터들의 때늦은 찬사로 가능했던 일이었다.
그는 브라질에서 열리는 2014년 FIFA 월드컵에 참가할 에콰도르의 최종 엔트리에 이름을 올렸고, 전 경기를 풀타임으로 소화했으나, 팀의 E조 3위 탈락을 막지는 못하였다.

## 수상

### 클럽
데포르티보 키토
- 에콰도르 세리에 A (1): 2011